# Організація оборонних досліджень і розробок

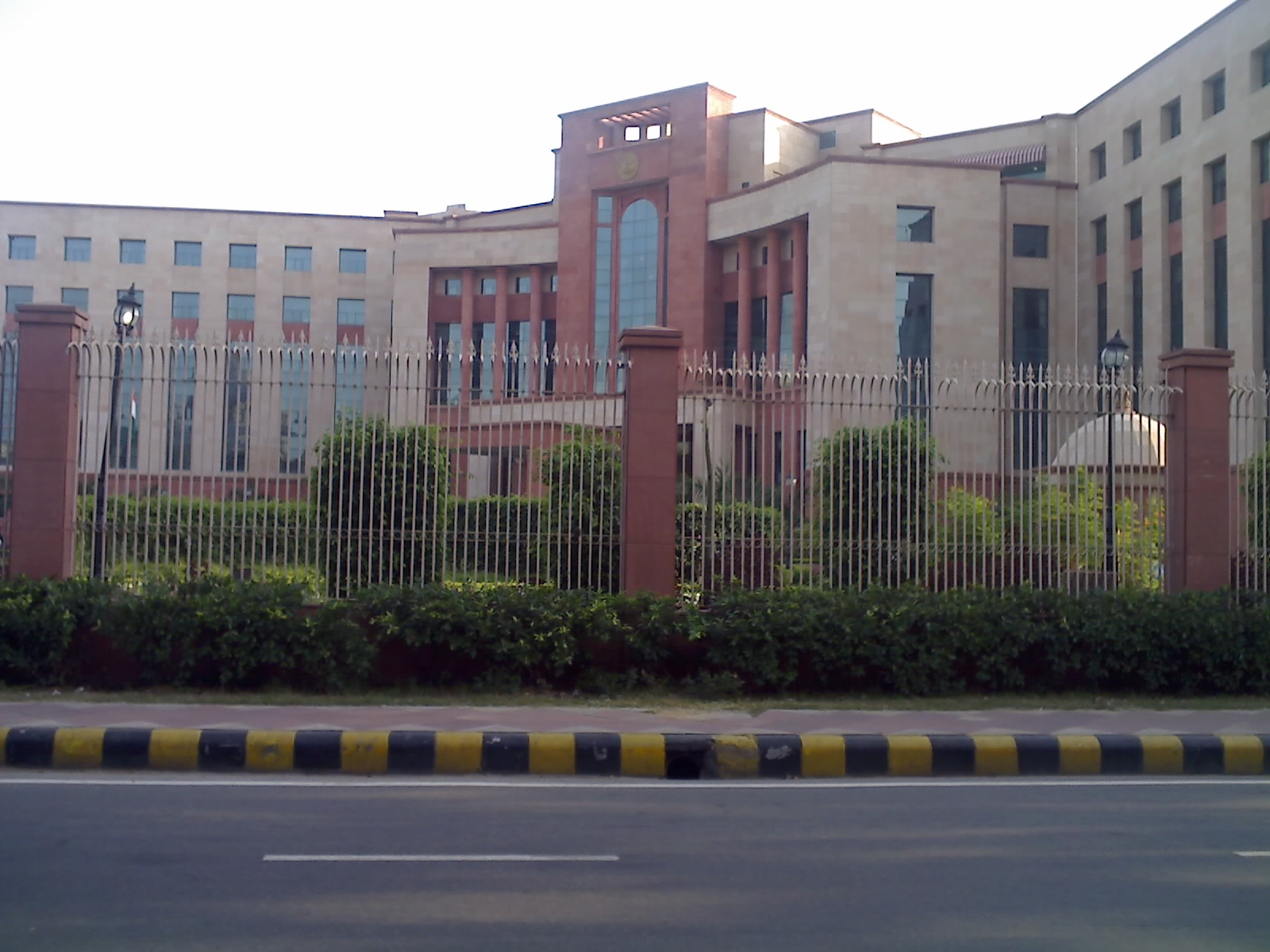
Штаб-квартира Організації у Нью-Делі

Організація оборонних досліджень і розробок (гінді रक्षा अनुसन्धान एवं विकास सङ्गठन, англ. Defence Research and Development Organisation (DRDO)) — орган державної влади Індії, що відповідає за розвиток технологій для військових цілей та підпорядковується Міністерству оборони Індії.

## Історія
DRDO було створено в 1958 році шляхом об'єднання Організації оборонної науки та деяких установ технічного розвитку. У 1980 році було створено окремий Департамент оборонних досліджень і розробок, який згодом керував DRDO та його майже 30 лабораторіями і установами (до об'єднання було майже 52 лабораторії). Здебільшого до Організації оборонних досліджень і розробок ставилися так, ніби вона була постачальником, а штаб Сухопутних військ або штаб Повітряних сил - замовником. Оскільки армія і ВПС самі не мали жодної відповідальності за проектування або будівництво, вони, як правило, ставилися до розробника або індійської промисловості на рівні з відповідним розробником на світовому ринку. Якщо вони могли отримати МіГ-21 на світовому ринку, вони хотіли отримати МіГ-21 від DRDO .
DRDO розпочало свій перший великий проект з розробки зенітно-ракетних комплексів (ЗРК), відомий як проект «Індіго», у 1960-х роках. Пізніше проект «Індіго» було припинено, так і не досягнувши повного успіху. Проект «Індіго» привів до проекту «Девіл», разом з проектом «Веліент», до розробки ЗРК і МБР малої дальності в 1970-х роках. Сам проект «Диявол» призвів до подальшої розробки ракети «Прітхві» в рамках Інтегрованої програми розробки керованих ракет (IGMDP) у 1980-х роках. IGMDP була програмою Міністерства оборони Індії з початку 1980-х до 2007 року з розробки широкого спектра ракет, в тому числі ракет «Агні», балістичних ракет «Прітхві», «Акаш», «Трішул» і «Наг». 
У 2010 році міністр оборони Аракапарамбіл Курієн Антоній наказав реструктуризувати DRDO, щоб дати значний поштовх оборонним дослідженням в країні і забезпечити ефективну участь приватного сектору в оборонних технологіях. Серед ключових заходів, спрямованих на підвищення ефективності функціонування DRDO, - створення Комісії з питань оборонних технологій на чолі з міністром оборони.  Програми, які значною мірою керувалися DRDO, досягли значного успіху: багато систем було швидко впроваджено, а також принесли значні технологічні переваги. З моменту свого заснування DRDO створив інші основні системи та критичні технології, такі як авіаційна авіоніка, БПЛА, стрілецька зброя, артилерійські системи, системи РЕБ, танки та бронемашини, гідролокаційні системи, системи командування та управління та ракетні системи.
У 2024 році DRDO випробував першу в Індії гіперзвукову ракету великої дальності, яка здатна нести звичайні та ядерні боєголовки на відстань понад 1 500 км зі швидкістю 3 км на секунду .
В лютому 2025 року DRDO представив на авіаційній виставці Aero India 2025 нову вітчизняну радіолокаційну станцію, розроблену для російських винищувачів Су-30МКИ.

## Підрозділи організації
- Центр досліджень і розвитку аеронавтики, Бенгалуру
- Відділ математичних досліджень та аналітична група (ANURAG), Гайдарабад
- Науково-дослідний центр повітряного сполучення (ADRDE), Агра
- Науково-дослідний відділ озброєння (ARDE), Пуне
- Центр штучного інтелекту й роботизованих систем (CAIR), Бенгалуру
- Центр пожежної, вибухової й екологічної безпеки (CFEES)
- Центр військової льотної придатності й сертифікації (CEMILAC), Бенгалуру
- Центр систем протиповітряної оборони (CABS), Бенгалуру
- Науково-дослідний відділ бойових машин (CVRDE), Ченнаї
- Науково-дослідна лабораторія сільського господарства, Пітхораґарх
- Науково-дослідний відділ авіаційної оборони (DARE), Бенгалуру
- Лабораторія біотехнологій та електромедицини (DEBEL), Бенгалуру
- Оборонна лабораторія застосування електроніки (DEAL), Деградун
- Науково-дослідна оборонна лабораторія електроніки (DLRL), Гайдарабад
- Оборонна лабораторія харчових технологій (DFRL), Майсуру
- Оборонний інститут прикладних технологій (Deemed University), Пуне
- Дослідницький оборонний інститут висотних технологій (DIHAR)
- Оборонний інститут психології та супутніх наук (DIPAS), Нью-Делі
- Оборонний дослідницький інститут фізіології (DIPR), Нью-Делі
- Оборонна лабораторія (DLJ), Джодхпур
- Науково-дослідний відділ дослідження ринку матеріалів (DMSRDE), Канпур
- Оборонна металургійна лабораторія (DMRL), Гайдерабад
- Оборонна науково-дослідна лабораторія (DRDL), Гайдерабад
- Оборонний науково-дослідний відділ (DRDE), Гваліор
- Оборонна дослідницька лабораторія (DRL), Тезпур
- Оборонний науково-інформаційний і документальний центр (DESIDOC), Нью-Делі
- Оборонна лабораторія дослідження рельєфу (DTRL), Нью-Делі
- Науково-дослідний відділ радіолокації та електроніки (LRDE), Бенгалуру
- Газотурбінний науково-дослідний відділ (GTRE), Бенгалуру
- Дослідницька лабораторія високопровідних матеріалів (HEMRL), Пуне
- Інститут ядерної медицини та супутніх наук (INMAS), Нью-Делі
- Інститут системного навчання й аналізу (ISSA), Нью-Делі
- Інститут технологій управління (ITM), Масурі
- Інструментальний науково-дослідний відділ (IRDE), Дехрадун
- Відділ інтегральних досліджень (ITR), Баласор
- Центр лазерних технологій (LASTEC), Нью-Делі
- Науково-дослідний центр мікрохвиль (MTRDC), Бенгалуру
- Дослідницька лабораторія військово-морських засобів (NMRL), Амбернатх
- Військово-морська фізична океанографічна лабораторія (NPOL), Кочі
- Військово-морська науково-технологічна лабораторія (NSTL), Вішакхапатнам
- Дослідно-експериментальний відділ (PXE), Баласор
- Науково-дослідний відділ (R&DE), Пуне
- Дослідницький центр Імарат (RCI), Гайдерабад
- Група наукового аналізу (SAG), Нью-Делі
- Установа дослідження снігових лавин (SASE), Чандігарх
- Лабораторія фізики твердого тіла (SSPL), Нью-Делі
- Балістична дослідницька лабораторія (TBRL), Чандігарх
- Науково-дослідний відділ військової техніки (VRDE), Ахмаднагар